# Малък горски водобегач
Малкият горски водобегач (Tringa glareola) е птица от семейство Бекасови (Scolopacidae).

## Разпространение
Видът се размножава в субарктическите влажни зони в цяла Европа, както и на изток през Палеарктика. Той мигрира в Африка, Южна Азия, особено Индия и Австралия. Скитащи птици са били забелязвани чак в Тихия океан, както и на Хавайските острови.
Среща се и в България.